# هوي براون
هوي براون (بالإنجليزية: Howie Braun)‏ هو مدرب كرة سلة أمريكي، ولد في 13 نوفمبر 1912 في تشامبيغن في الولايات المتحدة، وتوفي في 9 يناير 1996.